# Бельцы (Тверская область)
Бельцы — деревня в Калининском районе Тверской области. Входит в состав Верхневолжского сельского поселения.

## География
Деревня находится в юго-восточной части Тверской области на расстоянии приблизительно 28 км на юг-юго-запад от города Тверь.

## История
Деревня была отмечена на карте еще 1825 года. В 1859 году здесь (деревня Тверского уезда Тверской губернии) было учтено 32 двора

## Население
Численность населения: 270 человек (1859 год), 2 (русские 100 %) в 2002 году, 6 в 2010.